# Ulvsbyn en Mosstorp
Ulvsbyn en Mosstorp (Zweeds: Ulvsbyn och Mosstorp) is een småort in de gemeente Karlstad in het landschap Värmland en de provincie Värmlands län in Zweden. Het småort heeft 95 inwoners (2005) en een oppervlakte van 19 hectare. Eigenlijk bestaat het småort uit twee plaatsen: Ulvsbyn en Mosstorp.